# Павлов Євген Миколайович
Євген Миколайович Павлов (рос. Евгений Николаевич Павлов; 10 січня 1981, м. Тольятті, СРСР) — російський хокеїст, лівий/центральний нападник. Виступає за «Кристал» (Саратов) у Вищій хокейній лізі.
Виступав за «Нафтохімік» (Нижньокамськ), «Лада» (Тольятті), ЦСК ВВС (Самара), «Салават Юлаєв» (Уфа), «Цинциннаті Сайклонс» (ECHL), «Мілвокі Адміралс» (АХЛ), «Сибір» (Новосибірськ), «Спартак» (Москва), «Титан» (Клин), «Капітан» (Ступіно), ХК «Дмитров», «Молот-Прикам'я» (Перм), «Нафтовик» (Альметьєвськ).
У складі юніорської збірної Росії учасник чемпіонату світу 1999.
Досягнення
- Бронзовий призер чемпіонату Росії (2003).